# 资料库消费
资料库消费（日语：データベース消費），是指一种不是对故事本身，而是对其构成要素进行消费的消费方式。該概念由日本哲学家、评论家东浩纪于2000年代初提出。

## 摘要
评论家、作家大塚英志提出的“故事消费”概念是东浩纪提出本论的背景。
大塚在《故事消费论》一书中，以圣魔大战贴纸以及森林家族玩偶等商品为例，指出消费者并非消费商品本身，而是消费其背后的“宏大叙事”（指世界观以及设定之类的东西），并将这类主要出现在1980年代的消费形态称为“故事消费”（日语：物語消費）。但由于“故事”一词指代“宏大叙事”（世界观、设定）的概念会引起误解，所以也有人称之为“世界观消费”。
东浩纪在此基础上将故事消费论中的“宏大叙事（世界观）”一词更改为“大型非叙事（信息的集聚）”（日语：大きな非物語（情報の集積）），将在该文化圈内共享的更大的“资料库”作为消费对象的形态命名为“资料库消费”。该现象在1990年代后期之后的御宅族文化中较为显著。
这些消费形态与后现代的到来密切相关。实际上，御宅族系文化与后现代社会被认为有以下的共同点：首先，在思想家让·鲍德里亚提出的后现代社会中，作品、商品的原作与复制品将难以区分，“擬像”将会成为主流。而这与御宅族系文化中与原作区别模糊的二次创作、跨媒体制作（Media mix）等现象相符合。其次，根据哲学家让-弗朗索瓦·利奥塔的观点，后现代的是一个宏大叙事（全社会共通的法则）凋零，而小叙事（仅在小范围内承认的法则）林立的社会。这也与御宅族比起现实世界更重视虚拟世界的另类价值观相对应。
故事消费是为了弥补宏大叙事的缺失而捏造出作品背后的世界观这类伪似的宏大叙事（部分的后现代），而资料库消费则直接把这种捏造也放弃了（全面的后现代）。然后，在（全面的）后现代化后的御宅族系文化中，消费者从丰富的资料库（信息的集聚）中获取各种各样的设定，根据个人的阐释创作出大量的原作或同人作品（无法区分原作与复制品的“拟像”）。
借用雅克·拉康“现实界、象征界、想象界”的术语来说明，“宏大叙事”相对于“象征界”，“小叙事”相对于“想象界”，“资料库”则相对于“现实界”。然而，精神病医生斋藤环认为，这种对应作为比喻可以理解，但与资料库相对应的应该是象征界，而具有自律性的象征界则能够促成后文（御宅族文化内）所述的“角色的生成”。世界的资料库化是文化方面的后现代化（向资料库消费转移），经济方面的全球化，技术方面的信息化等变化的不同形态的呈现。
东浩纪本人没有提及资料库消费论中的资料库的种类，但信息工程学家山口直彦、美术评论家暮泽刚巳等认为其应与关系数据库相似。